# Neogonodactylus torus
Neogonodactylus torus är en kräftdjursart som först beskrevs av Manning 1969.  Neogonodactylus torus ingår i släktet Neogonodactylus och familjen Gonodactylidae. Inga underarter finns listade i Catalogue of Life.